# ناتالیا شرستنوا
ناتالیا شرستنوا (انگلیسی: Nataliya Sherstneva؛ زادهٔ ۳ مارس ۱۹۷۳) ورزشکار اسکی نمایشی اهل اوکراین است.وی همچنین از اسکی‌بازان نمایشی در بازی‌های المپیک زمستانی ۱۹۹۴ بوده است.

## زندگی
شرستنوا در درسدن زاده شد.